# Önismeret
Az önismeret a pszichológiában gyakran használt kifejezés, amely alatt azt értjük, hogy az egyén ismeri saját személyiségének összetevőit, határait és lehetőségeit, betekintése van viselkedésének rugóiba, hátterébe, motívumrendszerébe, és helyesen ítéli meg az emberi kapcsolatokban játszott szerepét, hatását. 
Az önismeret fejlődő és fejleszthető képesség, mely formálható önmagunk megfigyelésével és elemzésével, illetve a környezetünk felénk irányuló visszacsatolásai által kialakuló énképünk tudatosításával.  Az önismereti fejlődés eredményeként létrejön a koherens énfogalom, és kialakítható a helyes önértékelés.

Az önismeretnek az ókortól kezdve nagy hagyománya van; filozófusok, pszichológusok, szociológusok és elismert gazdasági szakemberek egyaránt felhívják a figyelmet az önismereti munka fontosságára.
„Az egyetlen, ami valóban segít, önmagunk megismerése és a szellemi és morális beállítódásnak ezáltal véghezvitt megváltoztatása.” (Carl Gustav Jung)

## Az önismeret szintjei[1]

### Az önismeret felszíne
Az önismeret felszínén az egyén ismeri adottságait, képességeit, tudását, céljait, érdeklődési körét, akaraterejének mértékét, kitartását.

### Az önismeret mélyebb szintje
Az önismeret mélyebb szintjén az egyén ismeri indítékait, motívumait, vágyait, viselkedésének okait, előzményeit. Tudja, hogy milyen élmények, történések alakították ki jelenlegi viszonyulásait, érzéseit, és tudatában van annak, hogy viselkedése mennyire áll összhangban szándékaival, céljaival.

### Az önismeret társas szintje
Az önismeret társas szintjén az egyén tudatában van annak, hogy hogyan látják őt mások, s hogy ez mennyire egyezik az önmagáról kialakított képpel. Ismeri különböző társadalmi szerepeit, azokhoz kapcsolódó tulajdonságait, szokásait, valamint tudja, hogy hogyan tud megfelelni az iránta támasztott követelményeknek.

## Az önismeretszerzés módjai

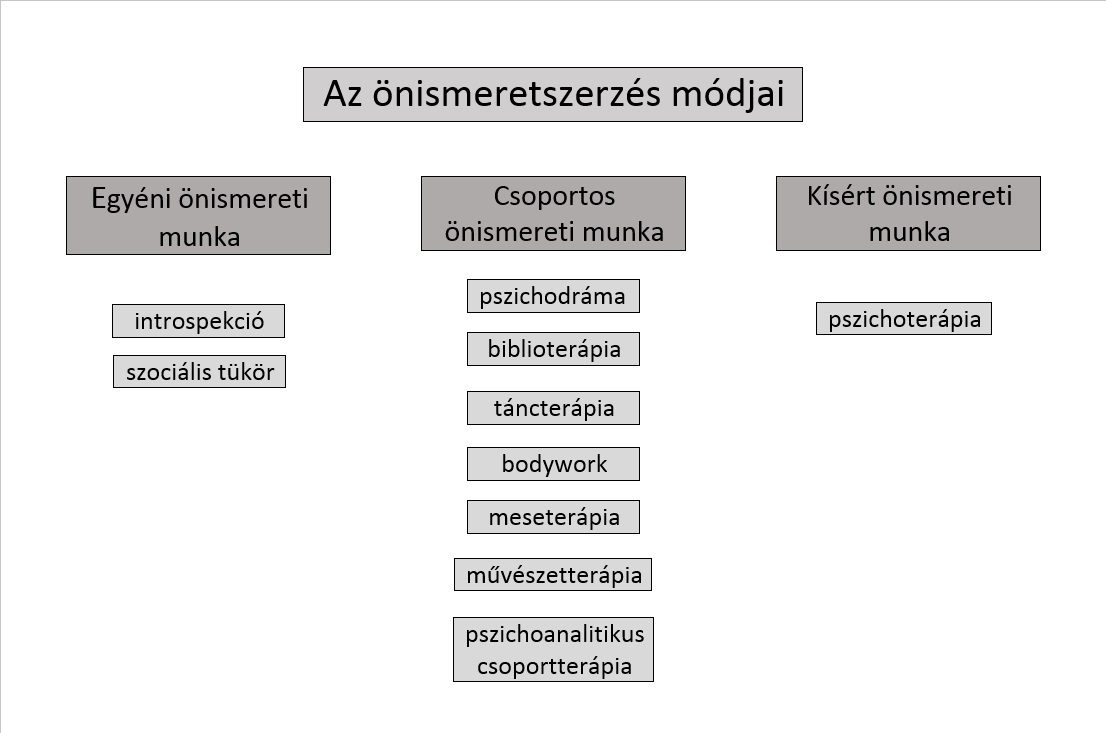
Önismeretszerzés módjai

Az önismeret fejleszthető egyedül, csoportosan, illetve egyéni terápia keretében is. A sikeres önismereti munkához elengedhetetlen önmagunk szeretetteljes elfogadása; a cselekedeteinkért való felelősségvállalás; az önmagunkhoz való őszinteség és az empátia, azaz a másik személy irányában kialakított beleérző, megértő viszonyulás. 

### Egyéni önismereti munka
Az egyéni önmegismerés első lépése a gyermeki önkép kialakulása, mely a környezet hatására történik. Az önkép idővel változik, formálódik, és a különböző életesemények is alakítják. Felnőttként az önismeret fejleszthető úgy, hogy megfigyeljük viselkedésünket, testünk jelzéseit, érzéseinket (introspekció), vagy visszajelzést kérünk a hozzánk közel állóktól (szociális tükör).

### Csoportos önismereti munka
Az önismeret hatékonyan fejleszthető csoportban is.
Az ilyen csoportos alkalmak révén jobban megismerhetjük önmagunkat, viselkedésünket, másokhoz való viszonyunkat, és megtanulhatjuk vállalni önmagunkat. Segítségével elsajátíthatjuk az őszinte, egyértelmű kommunikációt, hogy alakítani, formálni tudjuk kapcsolatainkat. Képesekké válhatunk a kooperációra, önmagunk és mások menedzselésére, az asszertív viselkedésre, valamint arra, hogy problémafeltáró- és kezelő képességeink segítségével veszteség nélkül tudjuk megoldani konfliktusainkat. 
Csoportos önismereti módszerek: pszichodráma, bibliodráma, szociodráma, biblioterápia, táncterápia, bodywork, művészetterápia, meseterápia, pszichoanalitikus csoportterápia,

### Terápiás önismereti munka
Az önismereti utat kísérheti egy segítő szakember is, aki a pszichoterápia eszközeivel egyengeti a kliens önmegismerésének útját.